# Красимир Дамянов
Красимир Радоев Дамянов е български писател.

## Биография
Роден е на 25 март 1948 г. в София. Като студент заминава за Хавана, където учи в продължение на една година. Завършва строително инженерство в Инженерно-строителния институт (ИСИ) (1974), работи на строежа на Аспаруховия мост във Варна, в Националния институт за паметниците на културата.
Не е запомнено, нито отбелязано някъде негово забележително постижение като инженер конструктор, но следва да се спомене подмяната на дървения гредо-подпорен скелет на Ламартиновата къща в Пловдив изцяло със стоманени профили вместо бетон поради малката дебелина на стените.
Първият му сборник с разкази, „Защо няма бог“, излиза през 1981 г. Известно време живее на свободна практика във Варна, след това работи като редактор в издателство „Български писател“. С втората си книга, „Дяволски нокът“ (1985), става член на Съюза на българските писатели, чийто днешен председател иска изключването му три години по-късно.
Поканен от Валери Петров и Христо Ганев, Дамянов започва работа в Студия за игрални филми – като редактор и главен редактор на „Колектив 64“, но през 1989 г. е принуден да напусне за „намеса в творческите планове на колектив 64“ и „налагане на продуцентски принципи и материална отговорност“ – обвинения, които скоро ще бъдат отправени към повечето от работещите в областта на изкуство в държавния сектор.
Последната му книга е „Приказки за злояди деца“ (1989), след която задълго изчезва от литературната сцена. Става шофьор на такси и емигрира в Испания. От 1990 г. живее в Мадрид, реставрира стари сгради, а от 2006 г. е стопанин и уредник на културния клуб-хотел „Артхостал“ в Барселона. Умира на 11 януари 2015 г. в Барселона.
На него е посветена повестта на Виктор Пасков ,,Балада за Георг Хених". 